# Australian Labor Party (Non-Communist)
Die Australian Labor Party (Non-Communist), auch Lang Labor genannt, war eine Splitterpartei der Australian Labor Party (ALP) in New South Wales, die sich zur Wahl von Jack Lang als Premierminister gründete. Sie bestand lediglich von 1940 bis 1941.

## Abgrenzung
Der Name Australian Labor Party (Anti-Communist) wurde 1954 erneut von einer Splitterpartei benutzt, die sich von der ALP abspaltete und sich ab 1957 in Democratic Labor Party nannte.

## Parteientwicklung
Durch die Abspaltung von Abgeordneten der Landespartei der ALP in New South Wales konnte Lang eine neue Partei formieren, die sich zur Wahl aufstellte. Allerdings war er zu diesem Zeitpunkt – nicht wie im Jahr 1931 – in der Minderheit, da sich mehrere seiner früheren Unterstützer gegenüber der ALP und dem Premierminister John Curtin loyal verhielten, daher erhielt er kaum Unterstützung. Angesichts der anstehenden australischen Nationalwahl von 1941 löste sich die Non-Communist Labor Party auf und ihre Mitglieder einschließlich Jack Lang traten wieder in die ALP ein, was Curtin erlaubte mit einer geeinten Partei die Wahl im Oktober 1941 zu gewinnen.
Die Zahl der Mitglieder dieser Splitterpartei belief sich auf fünf Parlamentsmitglieder, zwei Senatoren und weiteren neun Abgeordneten der New South Wales Legislative Assembly und sechs des New South Wales Legislative Council.